# Yazdgard III
Yazdgard III appelé aussi dans la littérature historique Yezdegerd, ou Yezdeguerd (en persan: یزدگرد), est un souverain perse de la dynastie des Sassanides. Il est le dernier roi sassanide de cette dynastie, de 632 à 651.

## Biographie
Petit-fils de Khosro II et Chîrin, fils du prince Shâhriar et d'une concubine noire. Lors du massacre des princes royaux perpétré par Kavadh II, il est sauvé de la mort par sa grand-mère et caché en province dans le Fars.
Avec l'aide du général Rostam, il s'empare de la capitale Ctésiphon à l'âge de 16 ans. Le début de son règne le 16 juin 632 est la date initiale de l'ère qui porte son nom (ère de Yazdgard, qui marque le début du calendrier des Pârsî). Il règne en concurrence avec son cousin Hormizd VI jusqu'à l'assassinat de celui-ci en janvier 633.
Dès 633/634, il doit faire face à l'invasion des arabes musulmans qui ont déjà razzié l'Arabie persane au cours de la période de conflits dynastiques des années 628/632. Ses généraux sont vaincus dans plusieurs batailles, dont Rostam Farrokhzad en novembre 636 à Qâdisiya, non loin de Hira, ce qui entraîne la perte de la capitale Ctésiphon en 637, puis une série de défaites la même année lors des batailles d'Ahvāz, Jalula, Rām Hurmuz et la conquête du Khouzistan par les Arabes. En 641/642, la défaite de Pirouzan (en) à la bataille de Nahavand entraîne la perte de la Médie, et le roi Yazdgard III doit se réfugier dans le sud de ses États. Deux nouvelles défaites de ses troupes, commandées par Shahrvaraz Jadhuyih (en) à Spahan (en) en 642 puis en 643 lors de la bataille de Waj Rudh (en) par Farrukhzad et le dynaste arménien Varaz-Tiroç II Bagratouni, entraînent la perte de Ray (en), l'obligent à fuir au Khorassan.
Alors que les Dabwaïhides, les dynastes locaux du Tabarestan, concluent des trêves avec les Arabes, il se réfugie à Merv à la frontière orientale de l'empire, auprès du marzban Mahoe (en) où il est assassiné à l'automne 651 par un meunier qui voulait lui voler ses bijoux. Son corps, jeté dans une rivière et repêché par des paysans, est identifié et inhumé par Élie, l'évêque chrétien nestorien de Merv.

## Postérité
D'après Masudi, historien arabe chiite, Yazdgard III avait trois filles, Adrek ou Adragh, Chahin ou Shahr Banû, qui aurait épousé Al-Hussein ibn Ali, et Mardawend, et aussi deux fils, Bahram et Péroz III.
Après la conquête de l'Iran, le calife Omar ibn al-Khattâb voulait vendre Shahr Banû (persan : šahr bānū, شهر بانو, « dame de la cité »), capturée après la prise de Ctésiphon, comme esclave, mais l'imam Ali refuse qu'une des filles du souverain désormais vaincu soit traitée comme telle, et il en fait l'épouse de son fils Hussein. Shahr Banû serait morte peu de temps après avoir donné naissance à son seul enfant, Ali Zayn al-Abidin.
Les deux autres filles de Yazdgard III sont présentes dans les traditions du zoroastrisme et du judaïsme. L'une se serait réfugiée dans une grotte des environs de Yazd dénommée Chak Chak (ville où vivent encore quelques milliers de zoroastriens), d'où ses larmes suintent toujours. L'autre, surnommée Izdundad (« don des anges »), aurait épousé Boustenaï, l'exilarque des Juifs de Babylone, descendant du roi David, lui donnant trois fils, Hisdai II, Nehemiah, et Haninai, exilarque de Sura, et serait l'ancêtre d'une descendance prestigieuse, dont Makhir nassi de Narbonne, qui aurait épousé selon une tradition Aude de France, fille naturelle putative de Charles Martel.